# Lissonota taeniata
Lissonota taeniata là một loài tò vò trong họ Ichneumonidae.